# Salda alta
Salda alta är en insektsart som beskrevs av Polhemus 1967. Salda alta ingår i släktet Salda och familjen strandskinnbaggar. Inga underarter finns listade i Catalogue of Life.